# Daniel Bierofka
Daniel Bierofka (ur. 7 lutego 1979 w Monachium) – niemiecki piłkarz grający na pozycji pomocnika, a także trener.

## Kariera sportowa
Grał w SpVgg Feldmoching, SpVgg Unterhaching, Bayernie Monachium (1994-2000), TSV 1860 Monachium (2000-2002) oraz Bayerze 04 Leverkusen (2002-2005).
W sezonie 2005/06 i 2006/07 grał w VfB Stuttgart. W czerwcu 2007 Bierofka powrócił do TSV 1860 Monachium.
Daniel Bierofka wystąpił trzy razy w niemieckiej drużynie narodowej, zdobywając jedną bramkę.